# Республіка Македонія на літніх Олімпійських іграх 2012
Македонія на літніх Олімпійських іграх 2012 в Лондоні була представлена чотирма спортсменами (2 чоловіками і 2 жінками) у чотирьох дисциплінах двох видів спорту: легка атлетика та плавання. Прапороносцем на церемонії відкриття був плавець Марко Блажевскі. 
Республіка Македонія вп'яте взяла участь у літніх Олімпійських іграх. Жодної медалі македонські олімпійці не завоювали.

## Спортсмени
| Вид спорту     | Чоловіки | Жінки | Всього |
| -------------- | -------- | ----- | ------ |
| Легка атлетика | 1        | 1     | 2      |
| Плавання       | 1        | 1     | 2      |
| Усього         | 2        | 2     | 4      |

## Легка атлетика
| Спортсмен         | Дисципліна      | Кваліфікація/ гіт | Кваліфікація/ гіт | Півфінал   | Півфінал   | Фінал      | Фінал      |
| Спортсмен         | Дисципліна      | Результат         | Місце             | Результат  | Місце      | Результат  | Місце      |
| ----------------- | --------------- | ----------------- | ----------------- | ---------- | ---------- | ---------- | ---------- |
| Кристиян Єфремов  | 400 м, чоловіки | 47.92             | 7                 | не пройшов | не пройшов | не пройшов | не пройшов |
| Христина Рістеска | 400 м, жінки    | 1:00.86           | 7                 | не пройшла | не пройшла | не пройшла | не пройшла |

## Плавання
|                 | Спортсмен                   | Дисципліна | Гіт   | Гіт        | Фінал      | Фінал      |            |
| Час             | Спортсмен                   | Дисципліна | Місце | Час        | Місце      |            |            |
| --------------- | --------------------------- | ---------- | ----- | ---------- | ---------- | ---------- | ---------- |
| Марко Блажевскі | 400 м комплексом, чоловіки  | 4:32.38    | 34    | не пройшов | не пройшов | не пройшов | не пройшов |
| Симона Маринова | 800 м вільним стилем, жінки | 9:28.41    | 35    | не пройшла | не пройшла | не пройшла | не пройшла |